# Aulacodillo thomseni
Aulacodillo thomseni är en kräftdjursart som först beskrevs av Panning 1924.  Aulacodillo thomseni ingår i släktet Aulacodillo och familjen Armadillidae. Inga underarter finns listade i Catalogue of Life.